# Noah Gray-Cabey

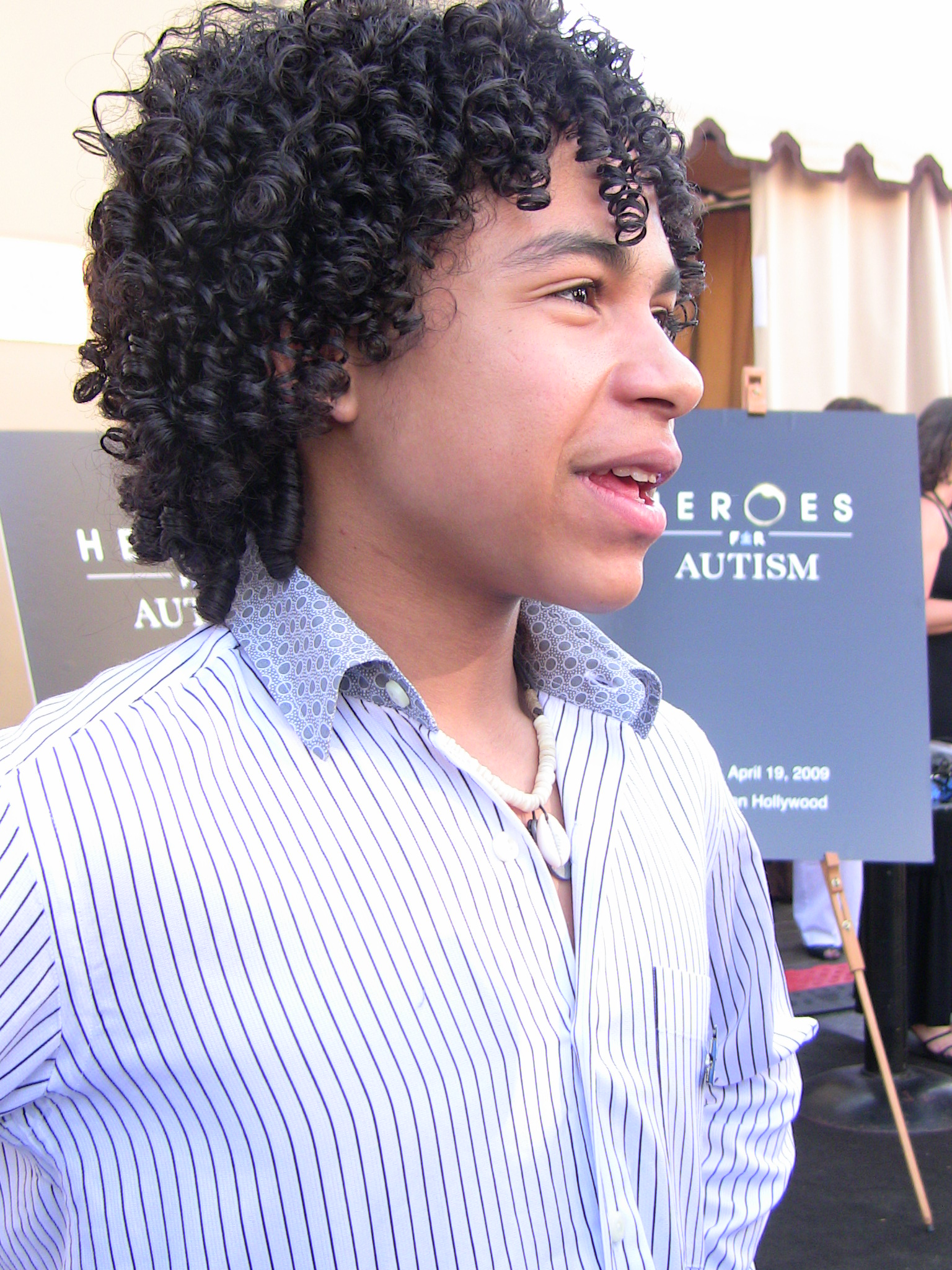
Noah Gray-Cabey (2009)

Noah Gray-Cabey (* 16. November 1995 in Chicago, Illinois) ist ein US-amerikanischer Schauspieler und Pianist.

## Leben und Karriere
Noah Gray-Cabey wurde im November 1995 in Chicago im US-Bundesstaat Illinois als Sohn von Whitney Gray und Shawn Cabey geboren und wuchs in Newry, Maine auf. Als er 18 Monate alt war, fing er mit dem Klavierspielen an. Im Alter von vier Jahren folgten die ersten Auftritte, später zusammen mit dem New England Symphonic Ensemble. Mit acht Jahren war er schon ein etablierter Jungmusiker. Sein Debüt im Fernsehen folgte im Dezember 2001.
Von 2006 bis 2009 spielte er in der von NBC ausgestrahlten Fernsehserie Heroes die Rolle des Micah Sanders, ein Wunderkind, das mit Maschinen und elektronischen Geräten kommunizieren und sie dadurch beeinflussen kann. Zuvor spielte er schon in der Serie What’s Up, Dad? einen dem Alter entsprechend äußerst intelligenten Jungen namens Franklin.

## Filmografie (Auswahl)
- 2002–2005: What’s Up, Dad? (My Wife and Kids, 58 Episoden)
- 2004: CSI: Miami (Episode 3x02)
- 2006: Ghost Whisperer – Stimmen aus dem Jenseits (Ghost Whisperer, Episode 1x19)
- 2006: Das Mädchen aus dem Wasser (Lady in the Water)
- 2006: Grey’s Anatomy (Episode 2x19)
- 2006–2009: Heroes (29 Episoden)
- 2009: Limelight (Fernsehfilm)
- 2009: Family Guy (Episode 8x06, Stimme)
- 2010: CSI: Vegas (CSI: Crime Scene Investigation, Episode 10x15)
- 2015–2016: Heroes Reborn (Miniserie, 6 Episoden)
- 2016–2018: Code Black (Fernsehserie)
- 2019: Pretty Little Liars: The Perfectionists (Fernsehserie, 9 Episoden)
- 2021–2023: All American (Fernsehserie, 14 Episoden)